# Centroclisis gabonica
Centroclisis gabonica is een insect uit de familie van de mierenleeuwen (Myrmeleontidae), die tot de orde netvleugeligen (Neuroptera) behoort. 
Centroclisis gabonica is voor het eerst wetenschappelijk beschreven door Fairmaire in Thomson in 1858.